# Vladimir Krivcov
Vladimir Ivanovič Krivcov (in russo Владимир Иванович Кривцов?; Baku, 23 marzo 1952) è un ex nuotatore sovietico, dal 1992 azero.

## Carriera
Vinse la medaglia d'argento nella staffetta 4x100m stile libero alla prima edizione dei campionati mondiali, a Belgrado nel 1973.

## Palmares

### Competizioni internazionali
- Mondiali

Belgrado 1973: argento nella 4x100m sl.